# 東北本線
東北本線（日语：／ Tōhoku honsen */?）是位於日本關東及東北地方的鐵路幹線，由東日本旅客鐵道（JR東日本）經營，起於東京都千代田區的東京站，訖於岩手縣盛岡市的盛岡站。
本線曾經是全日本最長的在來線，從東京站通至青森站，全長739.2公里，但隨著東北新幹線在2002年10月1日通車至八戶站（盛岡－八戶路段）、以及2010年12月4日全線通車（八戶－新青森路段）之後，盛岡至青森間路段分別交由IGR岩手銀河鐵道和青森鐵道兩家第三部門鐵道公司經營，使其營業里程退縮至535.3公里，成為日本第三長的在來線，僅次於山陰本線與東海道本線。
另外，東北本線在東京與上野間的列車線（長距離列車用路線）曾因調撥予東北新幹線使用而被切斷，至上野東京線通車後才重新連接，惟宇都宮線與東北本線的優等列車仍以上野為起訖站。山手線與京濱東北線則是利用東北本線的電車線（近距離列車用路線）行駛。

## 路線資料
※詳細路線圖請參考：東北本線RDT
- 管轄、路線距離（營業距離）： 全長572.0公里（包括支線）
  - 東日本旅客鐵道（第一種鐵道事業者）：
    - 東京站－盛岡站間 535.3公里
    - 日暮里站－尾久站－赤羽站間 7.6公里
    - 赤羽站－武藏浦和站－大宮站間 18.0公里（埼京線）
    - 長町站－仙台貨物總站－東仙台站間 6.6公里（通稱：宮城野貨物線）
    - 岩切站－利府站間 4.2公里（通稱：利府支線）
    - 松島站－高城町站間 0.3公里（通稱：仙石線·東北本線接續線）

  - 日本貨物鐵道（第二種鐵道事業者）：
    - 田端站－盛岡站間（528.2公里）
    - 長町站－仙台貨物總站－東仙台站間（6.6公里）
- 軌距：1067毫米
- 站數：
  - 旅客站：145個（包括支線。起終點站與仙台貨物總站除外）
    - 若只限屬於東北本線的旅客站，排除上述屬於東海道本線的東京站[1]、屬於中央本線的神田站[1]、屬於仙石線的高城町站[1]則為142個。此外，加上名義上為旅客併設站但實際上為貨物專用的仙台貨物總站則為143個。

  - 貨物站：5個（仙台貨物總站以外的旅客併設站除外）
- 複線路段：
  - 四線以上：
    - 東京站－大宮站間
    - 日暮里站－尾久站間

  - 複線：
    - 大宮站－盛岡站間
    - 尾久站－赤羽站間
    - 赤羽站－武藏浦和站－大宮站間
    - 長町站－仙台貨物總站－東仙台站間

  - 單線：所有路段皆為支線
    - 岩切站－利府站間
    - 松島站－高城町站間
- 電氣化路段：除松島站－高城町站間外全線
  - 直流電1,500V：
    - 東京站－黑磯站間
    - 日暮里站－尾久站－赤羽站間
    - 赤羽站－武藏浦和站－大宮站間

  - 交流電20,000V 50Hz：
    - 黑磯站－盛岡站間
    - 長町站－仙台貨物總站－東仙台站間
    - 岩切站－利府站間

  - 中性區：黑磯站－高久站間，車上切替式
- 閉塞方式
  - （複線）自動閉塞式：下記以外
  - 車內信號式（ATC方式）：
    - 東京站－田端站－大宮站間的電車線（山手線、京濱東北線）
    - 赤羽站－武藏浦和站－大宮站間（埼京線）

  - 特殊自動閉塞式（軌道回路檢知式）：利府支線

※ATS-Ps設置路段（黑磯站、新白河站、安積永盛站、郡山站、福島站構內、白石站－小牛田站間與北上站、花卷站、盛岡站構內）
- 最高速度（電動列車與柴油列車）：
  - 上野站－宇都宮站間 優等列車120公里/小時、普通列車110公里/小時
  - 宇都宮站－一之關站間 優等列車120公里/小時、普通列車100公里/小時
  - 一之關站－盛岡站間 優等列車120公里/小時、普通列車110公里/小時
  - 田端信號場－赤羽站間（東北貨物線） 95公里/小時
  - 赤羽站－大宮站間（東北貨物線） 120公里/小時
  - 長町站－仙台貨物總站－東仙台信號場間（宮城野貨物線） 100公里/小時
  - 岩切站－利府站間（利府支線） 95公里/小時
- 運轉指令所（日语：運転指令所）：
  - 上野站－黑磯站間 東京綜合指令室（上野－那須鹽原ATOS）
  - 黑磯站－石越站間 仙台綜合指令室（CTC）
  - 石越站－盛岡站間 盛岡綜合指令室（CTC）
  - 田端信號場－大宮站間（東北貨物線） 東京綜合指令室（ATOS）
  - 長町站－仙台貨物總站－東仙台信號場間（宮城野貨物線） 仙台綜合指令室（CTC）
  - 岩切站－利府站間（利府支線） 仙台綜合指令室（CTC）
    - 運行處理站（車站控制信號，管理運行）：黑磯站、郡山站、福島站、小牛田站、一之關站、盛岡站
    - 準運行處理站（入換時車站控制信號）：岩沼站、仙台貨物總站
- 旅客車費、乘車券關連
  - 旅客車費體系：除電車特定區間外幹線車費
  - 東京近郊區間（實行旅客營業規則（日语：旅客営業規則））：東京站－黑磯站間（包括途經尾久站的列車線、京濱東北線、埼京線）
  - 仙台近郊區間（實行旅客營業規則（日语：旅客営業規則））：矢吹站－平泉站間、岩切站－利府站間、松島站－高城町站間
  - 電車特定區間（日语：電車特定区間）：東京站－大宮站間（包括途經尾久站的列車線、京濱東北線、埼京線）
    - 包括東京站－田端站間的東京山手線內。

  - IC乘車卡對應路段：
    - Suica首都圈地域：與東京近郊區間相同
    - Suica仙台地域：矢吹站－小牛田站間、一之關站、平泉站、岩切站－利府站間、松島站－高城町站間

JR東日本的各支社管轄路段如下。
- 赤羽站以南、埼京線赤羽站－浮間舟渡站間：東京支社（日语：東日本旅客鉄道東京支社）
- 川口站－豐原站間、埼京線戶田公園站－大宮站間：大宮支社（日语：東日本旅客鉄道大宮支社）
- 白坂站－石越站間（包括宮城野貨物線）、利府支線、仙石線·東北本線接續線：仙台支社（日语：東日本旅客鉄道仙台支社）
- 油島站－盛岡站間：盛岡支社（日语：東日本旅客鉄道盛岡支社）

## 概要

### 線路名稱

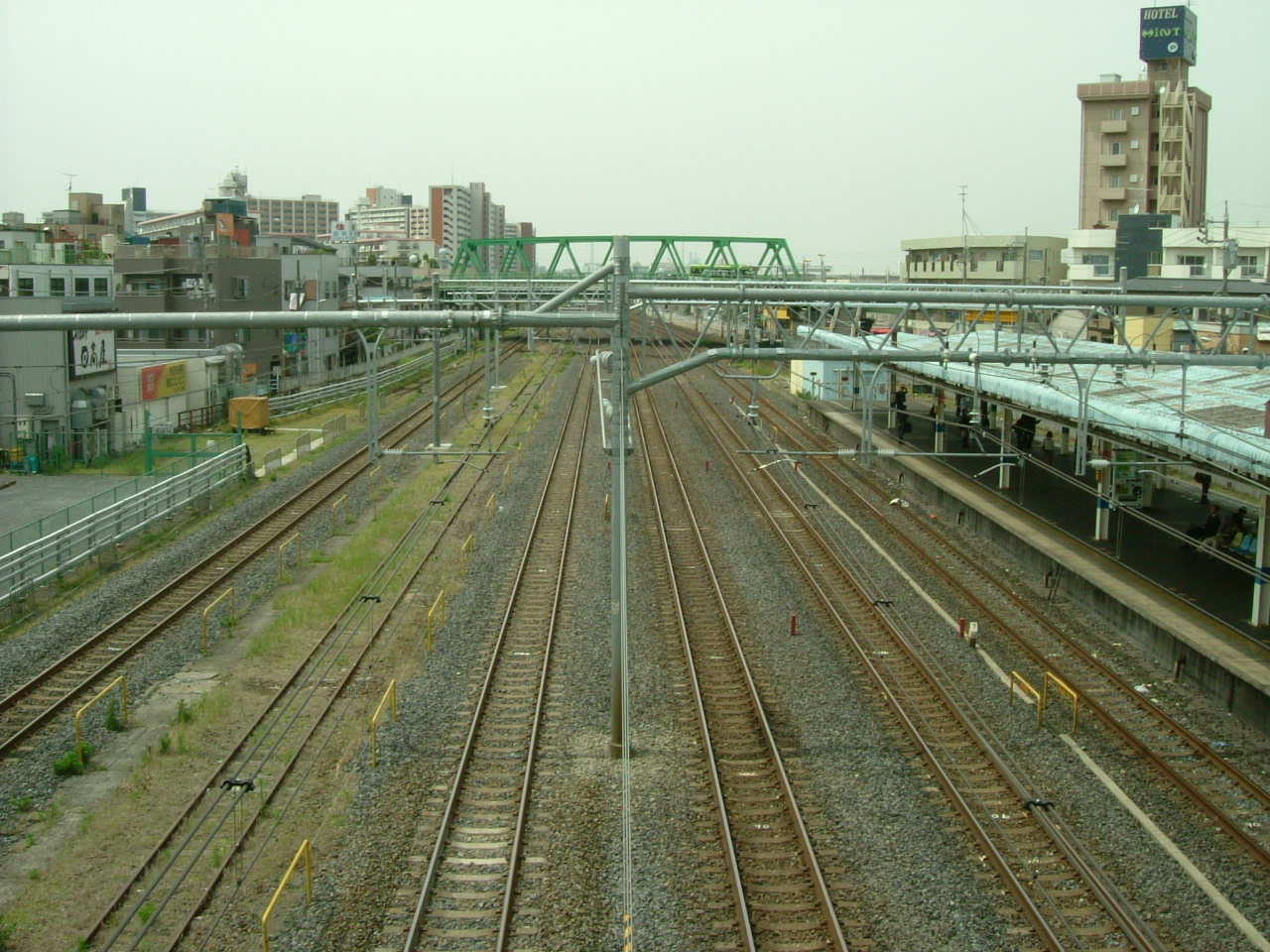
東京近郊的三複線區間
（攝於京濱東北線蕨站）

在東京近郊區間，有不少經本線前往其他路線的運輸系統存在（詳見下述）。在本區間的路線例如「高崎線」、「常磐線」、「山手線」等等均以直通路線的名稱代替，而組合路線（京濱東北線及湘南新宿線）亦以運輸系統名稱作稱呼，其實正確路線名稱均為「東北本線」。另外，東京站～黑磯站的東京近郊區間又稱為宇都宮線。

### 東北本線的起點
東北本線的起點自1925年為東京站，1925年以前客運起點為上野站，貨運則為秋葉原站。山手線在1925年電氣化後，開始進行現在的環狀運營，在此之前，山手線一直以上野站為始發站和終點站進行運營。1928年現在宇都宮線區間，包括東京 - 上野區間電氣化，東北本線列車開始從東京發出，至此東京成為東北本線名義和實質起點。
但是後來東京與上野間的列車線因調撥予東北新幹線使用而被切斷，東北本線列車又轉移到上野站始發，東京僅剩直通其他路線的列車。2015年上野東京線通車後，東京與上野間的列車線重新連接，惟宇都宮線、高崎線、常磐線與東北本線的優等列車仍以上野為起訖站，東北本線仍無東京始發列車。

## 運行形態
現在，長距離都市間的運輸及商務運輸已經幾乎完全由東北新幹線擔任。宇都宮線區間現在只作為東京或宇都宮的通勤通學或生活路線，其餘區間亦只作為郡山、福島、仙台、盛岡、青森等地區區域內的生活路線，所以行走長距離的東北本線列車只有臨時列車、寢台列車及貨物列車。

### 地域輸送

#### 東京近郊區間
在東京近郊區間，有不少經本線前往其他路線的運輸系統存在，包括：
- 高崎線列車：由上野站經東北本線列車線至大宮站後，切入高崎線。上野站～尾久站～大宮站一段是東北本線列車線。
- 常磐線列車：由上野站經東北本線列車線至日暮里站後，切入常磐線。上野站～日暮里站一段是東北本線列車線。
- 湘南新宿線：行經田端站（宇都宮線沒有自己所屬月台）～大宮站之間的東北本線貨物線（通稱東北貨物線），山手線貨運線（通稱山手貨運線）及東海道本線的貨運線（通稱東海道貨運線、橫須賀線專用線）連接池袋、新宿、澀谷、橫濱．大船等地方。田端站以北為東北本線（宇都宮線）區間。運輸系統分為宇都宮線直通橫須賀線、高崎線直通東海道本線兩種。
- 上野東京線：行經東京站 ~ 宇都宮站的東北本線，並直通東海道線，另有直通常磐線、高崎線系統。
- 京濱東北線電車：與東海道本線電車線一體化，連接大宮站～上野站～東京站～橫濱站的電車。東京站～大宮站之間是東北本線電車線區間。
- 山手線電車：行走東海道本線電車線、山手線、東北本線電車線，圍繞東京都中心作環狀運輸。東京站～田端站是東北本線電車線區間。
- 埼京線電車：經一條沿東北新幹線興建的東北本線支線（大宮站～武藏浦和站～赤羽站之間）連接赤羽線及山手線各主要車站的電車。
- 中央本線：東京站～神田站之間是東北本線電車線區間。

##### 系統別停車站比較表
- ●：全列車停車、▲：快速列車通過、▼：平日快速列車通過、━：全列車通過、＝：不經由
- 中央線、埼京線省略。

| 系統       | 系統       | 直通                              | 東京站                    | 神田站                    | 秋葉原站                  | 御徒町站                  | 上野站                    | 鶯谷站                    | 日暮里站                  | 西日暮里站                | 田端站   | 尾久站   | 上中里站 | 王子站   | 東十条站 | 赤羽站   | 川口站   | 西川口站 | 蕨站     | 南浦和站 | 浦和站   | 北浦和站 | 与野站   | 琦玉新都心站 | 大宮站   | 直通先                        |
| 上野東京線 | 宇都宮線   | 伊東線 - 東海道本線               | ●                         | ━                         | ━                         | ━                         | ●                         | ━                         | ━                         | ＝                        | ＝       | ▲        | ＝       | ━        | ━        | ●        | ━        | ━        | ━        | ━        | ●        | ━        | ━        | ▲            | ●        | 東北本線                      |
| 上野東京線 | 高崎線     | 伊東線 - 東海道本線               | ●                         | ━                         | ━                         | ━                         | ●                         | ━                         | ━                         | ＝                        | ＝       | ▲        | ＝       | ━        | ━        | ●        | ━        | ━        | ━        | ━        | ●        | ━        | ━        | ▲            | ●        | 高崎線 - 上越線 - 兩毛線      |
| 上野東京線 | 常磐線     | 東海道本線                        | ●                         | ━                         | ━                         | ━                         | ●                         | ━                         | ●                         | 松戸方面                  | 松戸方面 | 松戸方面 | 松戸方面 | 松戸方面 | 松戸方面 | 松戸方面 | 松戸方面 | 松戸方面 | 松戸方面 | 松戸方面 | 松戸方面 | 松戸方面 | 松戸方面 | 松戸方面     | 松戸方面 | 常磐線（ - 成田線我孫子支線） |
| 湘南新宿線 | 宇都宮線   | 橫須賀線 - 東海道本線（含品鶴線） | 山手貨物線 新宿・池袋経由 | 山手貨物線 新宿・池袋経由 | 山手貨物線 新宿・池袋経由 | 山手貨物線 新宿・池袋経由 | 山手貨物線 新宿・池袋経由 | 山手貨物線 新宿・池袋経由 | 山手貨物線 新宿・池袋経由 | 山手貨物線 新宿・池袋経由 | ━        | ＝       | ━        | ━        | ━        | ●        | ━        | ━        | ━        | ━        | ●        | ━        | ━        | ━            | ●        | 東北本線                      |
| 湘南新宿線 | 高崎線     | 東海道本線（含品鶴線）            | 山手貨物線 新宿・池袋経由 | 山手貨物線 新宿・池袋経由 | 山手貨物線 新宿・池袋経由 | 山手貨物線 新宿・池袋経由 | 山手貨物線 新宿・池袋経由 | 山手貨物線 新宿・池袋経由 | 山手貨物線 新宿・池袋経由 | 山手貨物線 新宿・池袋経由 | ━        | ＝       | ━        | ━        | ━        | ●        | ━        | ━        | ━        | ━        | ●        | ━        | ━        | ━            | ●        | 高崎線 - 上越線 - 両毛線      |
| 京濱東北線 | 京濱東北線 | 根岸線 - 東海道本線               | ●                         | ●                         | ●                         | ▼                         | ●                         | ▲                         | ▲                         | ▲                         | ●        | ＝       | ●        | ●        | ●        | ●        | ●        | ●        | ●        | ●        | ●        | ●        | ●        | ●            | ●        | -                             |
| 山手線     | 山手線     | 山手線 - 東海道本線               | ●                         | ●                         | ●                         | ●                         | ●                         | ●                         | ●                         | ●                         | ●        | 池袋方面 | 池袋方面 | 池袋方面 | 池袋方面 | 池袋方面 | 池袋方面 | 池袋方面 | 池袋方面 | 池袋方面 | 池袋方面 | 池袋方面 | 池袋方面 | 池袋方面     | 池袋方面 | 山手線                        |

#### 黑磯站～新白河站
此部分跨越栃木縣和福島縣之間的縣界。過去與主要以交流電列車運行的新白河站以北地區實施一體化運行，2017年10月14日系統拆分，運行改為使用直流電車，服務頻率約為每1-2小時一班。理論上該區間可以直通黑磯站以南，但實際上沒有任何從新白河站直達宇都宮線的列車，新白河站以北只有早上只有一班列車從白河到黑磯。

#### 新白河站～福島站
乘客主要是白河、須賀川、郡山、福島週邊的短程通勤交通，主要由始發於新白河站、郡山站、福島站的列車運行。該系統通常在郡山站分開，但有些列車在早上和晚上跨越郡山，另外安積永盛 - 郡山間有水郡線列車直通，2013年以前還有直通福島以北的列車。由於福島站～松川站一段高度上落差頗大，因此上行線及下行線是分別位於兩個不同區間。班次每小時1～2班，平日日間部分列車只由一人操作。本區間與福島交通營運的福島～郡山線，以及福島交通、宮城交通、JR巴士東北共同營運的仙台～郡山．須賀川線高速巴士的競爭十分激烈。

#### 福島站～白石站
此部分跨越福島縣和宮城縣之間的縣界。白天列車不會跨越白石站，但在早晨、傍晚和深夜，有直通列車在藤田站或仙台站出發和到達，班次每小時1班。

#### 白石站～仙台站
屬於仙台市的都市圏輸送区間，乘客主要是宮城縣通勤通學客、仙台商圏的旅客，除了本線列車還有仙台機場Access線、阿武隈急行線列車直通，多數列車以仙台站始發終到，但在尖峰時段，也有少數列車跨越仙台站。東北本線系統在白石站和仙台站之間每小時運行2-3班列車。另外，在岩沼站和仙台站之間有常磐線的直通列車每小時1-2班，在名取站和仙台站之間有連接仙台機場線的普通列車和快速列車（每小時1-3班）。包括這些直達列車在內，名取站和仙台站之間白天每小時有5至6班車次，早晚尖峰每小時最多有10班車次。

#### 仙台站～小牛田站

松島站附近之東北本線與仙石線路線圖

本區間也是仙台市的都市圏輸送区間，主要運送由宮城縣北部前往仙台的通勤通學客，運行仙台站至松島站、小牛田站、石越站、一關站之間列車，以及仙台 - 岩切間直通利府線列車，另外仙台 - 鹽釜有直通仙石線、石卷線仙石東北線，仙石東北線每小時1-2班，包括仙石東北線仙台 - 鹽釜有每小時2-3班列車，其餘區間每小時1-2班。

#### 小牛田站～一之關站
該線路橫跨宮城縣北部、岩手縣南部的邊界，運行頻率約為每小時一班。前往仙台的直達列車定於早上和深夜從石越站出發，沒有跨越一之關站往盛岡方向的列車。此區間南側的列車大多開往小牛田，只有早晚間有少量直達仙台的列車。但2015年3月之前，往返仙台的直達列車在白天也有運行，但由於時刻表修改，仙台站～一之關站系統被分割。

#### 一之關站～盛岡站
該區間主要用於運送前往岩手縣各地的通勤者。一之關站至北上站之間每小時約1趟列車，北上站至盛岡站之間每小時約1至2趟列車。該區間還有直通釜石線、岩手銀河鐵道線、花輪線 (經岩手銀河鐵道線)列车，其中釜石線直通列車包括每日3往復快速列車濱百合號。2023年3月以前有每日一班水澤～盛岡的快速「阿弖流為」，需時54分鐘。

### 優等列車
由於東北新幹線、北海道新幹線開業，東北本線優等列車自1982年東北新幹線開業以來逐漸裁撤。現在東北本線日間優等列車僅剩直通其他路線的特急列車，夜行列車则在最後一班寢台特急上野 - 札幌的仙后座號列車停運后全數停駛。另外JR東日本目前以上野站為基地，開行不單賣車票的套裝旅遊列車--TRAIN SUITE四季島，所有行程皆行經東北本線

## 歷史

### 概略

#### 戰前
東北本線最初由私鐵日本鐵道建造營運，該公司是是日本最早創立的私營鐵路業者。1872年实业家高島嘉右衛門向明治政府提出铺设东京到青森的铁路，并藉此支援北海道地区的开发，但被政府拒绝。随后高島嘉右衛門转向说服政府要角岩倉具視等人，提出：“由華族与士族出资，铺设东京到青森和东京到新泻的铁路”，1881年8月1日日本鐵道创立，同年11月获得政府特許。实际上当时明治政府的鐵道局長官井上勝是铁道国有的强烈主张者，但是明治政府因为西南战争军费，以及勘察沿中山道的铁路铺设 （今日中央本线一部分），不得不引入民间资本进入铁路建设。
東北本線分為五區段進行建設，分別是：東京 - 大宮 - 高崎 (包含高崎線)、大宮 - 白河、白河 - 仙台、仙台 - 盛岡、盛岡 - 青森。第一區段最初建設上野 - 熊谷區間，其中赤羽以南部分原本計劃走東京西側的山手地區，即今日山手線線位，直接連接品川、橫濱等港口，但是考慮建設成本改以上野為起點。1883年上野 - 熊谷區間開通，1884年延長至前橋站，使第一區段全線投入營運。
另一方面，針對第二區段的路線提出了多個方案--熊谷、大宮、岩槻方案，當時栃木縣的蠶絲業商人呼籲建造經過兩毛地區的熊谷方案，不過鐵道局長井上勝支持岩槻方案，因為該方案中，東京到宇都宮的距離較熊谷方案短，最終在英美工程師建議，和井上勝的決定下，採用了在大宮分支的計劃，該計劃建造成本低，並且得到了日本陸軍的支持。根據這項決定，在上野站和前橋站之間的日本鐵到第一區段線大宮開設了大宮站，並以大宮站為分支點建設了第二區段線。
1885年7月大宮站至宇都宮站之間開始運營，以後剩餘路段陸續完工，1891年上野 - 青森全线开通，上野 - 青森直達服務每天一往返，單程約26.5小時。1929年日暮里站～赤羽站間（經 尾久站）路線通車，通過該支線長途列車與短途列車得以分開運行，長途列車行經尾久支線，本線則行駛短途列車，並與東海道本線的京濱電車直通運行，成為今日的京濱東北線。二戰期間，由於戰時制度，東北本線運行的列車數量被迫減少到最低限度。

#### 戰後
戰後日本戰後經濟奇蹟期間，透過與青函渡輪、函館本線和室蘭本線的直通，東北本線成為東京和北海道之間的旅客運輸動脈。此外為了提高速度，東北本線也實現了電氣化和複線化。同時東北本線也透過中程列車連接東京和栃木縣的旅遊勝地（日光和那須地區）， 1968年10月東北本線全線實現電氣化、複線化時，東北本線的特急、急行列車大量增加。
不過1982年東北新幹線開業後，長距離優等列車任務改由新幹線擔當，線路容量的余裕讓東北本線得以增開大量中距離普通列車。長距離方面，東京和北海道之間的旅客運輸當時仍依靠東北本線，1988年3月13日青函隧道通車後，開始開行直達北海道的寢台列車和貨物列車。另一方面東京近郊的上野站～黑磯站區間在1990年3月獲得宇都宮線的暱稱。
2002年隨著整備新幹線東北新幹線盛岡至八戶間路段的通車，作為並行在來線的東北本線盛岡至八戶區間成立第三部門鐵路IGR岩手銀河鐵道和青森鐵道營運，從東北本線分離。2010年東北新幹線八戶至新青森通車，作為並行在來線的東北本線八戶至青森，同樣從東北本線分離，交由青森鐵道營運。2015年上野東京線通車，東京站兩端的中距離普通列車得以直通運行。2016年北海道新幹線開通，在開通前夕，所也途經東北本線連接北海道的寢台列車全數廢除。

### 年表

#### 日本铁道
- 1883年7月28日 日本鐵道的上野站～（大宮站）～熊谷站間路線開業。（此時大宮站尚未开业。）
- 1885年
  - 3月16日 大宮站开业
  - 7月16日 大宮站～栗橋站間、中田仮站～宇都宮站間開業。利根川必須搭乘連絡船。
- 1886年
  - 6月17日 利根川橋梁開通、上野站～宇都宮站間全通。
  - 10月1日 宇都宮站～那須站（現在的西那須野站）間開業。這時宇都宮站～矢板站間使用接近現在東北新幹線的路線。
  - 12月1日 那須站～黑磯站間開業。
- 1887年
  - 7月16日 黑磯站～郡山站間開業。
  - 12月15日 郡山站～仙台站～鹽灶站（塩釜港站）間開業。
- 1890年
  - 4月16日 岩切站～一之關站間開業（山線路線）。
  - 11月1日 一之關站～盛岡站間、貨運線秋葉原站～上野站間開業。
- 1891年9月1日 盛岡站～青森站間開業、上野站～青森站間全通。
- 1892年10月20日 上野 - 赤羽、川口 - 大宮複線化。
- 1896年4月1日 田端站開業。荒川橋複線化，上野 - 大宮間複線化完成。
- 1897年2月25日 宇都宮站～矢板站間改線。
- 1906年
  - 4月1日 上野 - 日暮里間四線化。
  - 10月 日暮里 - 田端間三線化。
  - 11月1日 日本鐵道國有化。

#### 鐵道相关局处
- 1909年
  - 10月12日 国有铁道線路名稱制定。秋葉原站～上野站～青森站間為東北本線、岩切站～鹽灶站間為鹽灶線（1956年改稱塩釜線）。
  - 12月16日 上野站～田端站間直流電化。
- 1913年4月 小山 - 宇都宮間複線化。
- 1914年3月20日 上野 - 鶯谷間電車線複線化，该区间六線化。
- 1919年3月1日 東京站～神田站間随中央本線開業，并直流電化。
- 1920年
  - 3月10日 黑磯站～黑田原站間路線變更。
  - 10月10日 白坂站～白河站間路線變更。
  - 11月10日 黑田原站～白坂站路線變更。
- 1924年10月16日 花泉站～一之關站間路線變更。
- 1925年11月1日 神田站～秋葉原站間開業，神田站～上野站間直流電化，旅客營業開始。東北本線的起點變更為東京站。
- 1927年12月20日 貨物支線王子站～須賀站間、王子站～下十条站（現在的北王子站）間開業（1931年下十条站（現在的東十条站）開業而自北王子站改稱）。田端 - 王子間増設貨物線1線，而三線化。
- 1928年
  - 2月1日 田端站～赤羽站間直流電化。田端 - 王子 - 赤羽間電車線複線化，田端 - 王子五線化，王子 - 赤羽四線化。
  - 4月1日 東京 - 上野間列車線複線・直流電化。
- 1929年
  - 6月20日 日暮里站～赤羽站間（經 尾久站）路線通車。
  - 12月15日 赤羽 - 蕨間四線化。
- 1932年9月1日 赤羽站～大宮站間直流電化。
- 1944年
  - 6月15日 貨運支線 浪打站～堤川站間通車。
  - 11月15日 陸前山王站～品井沼站間開業（海線路線）。岩切站～陸前山王站間編入東北本線。
- 1946年10月19日 貨運支線 浪打站～堤川站間停駛。

#### 日本國有鐵道
- 1958年
  - 4月14日 大宮站～宇都宮站間直流電化。
  - 12月15日 宇都宮站～寶積寺站間直流電化。
- 1959年
  - 5月22日 寶積寺站～黑磯站間直流電化。
  - 7月1日 黑磯站～白河站間交流電化。
- 1960年
  - 3月1日 白河站～福島站間交流電化。
  - 6月1日 貨物支線 長町站～宮城野站～東仙台站間開業。
- 1961年
  - 3月1日 福島站～仙台站間交流電化。
  - 6月1日 貨物支線宮城野站～仙台市場站間開業。
- 1962年
  - 4月20日 松島站（舊站）～品井沼站間（山線路線）廢止。
  - 7月1日 利府站～松島站（舊站）間廢止。
- 1965年10月1日 仙台站～盛岡站間、長町站～宮城野站～東仙台站間交流電化。
- 1968年
  - 7月21日 野內站～青森站間改線。
  - 8月5日 全線雙線化完成。
  - 8月22日 盛岡站～青森站間交流電化。全線電化完成。
- 1971年3月1日 貨運支線王子站～須賀站間停駛。
- 1974年7月1日 貨運支線宮城野站～仙台市場站間停駛。
- 1978年10月2日 岩切站～利府站間交流電化。
- 1985年9月30日 赤羽站～大宮站間（埼京線）開業。

#### 東日本旅客鐵道
- 1987年4月1日 國鐵分割民營化，由東日本旅客鐵道繼承。
- 1990年3月10日 上野～黑磯間通稱為宇都宮線。
- 2002年12月1日 東北新幹線延伸到八戶、盛岡～八戶間轉移給第三業者IGR岩手銀河鐵道與青森鐵道經營。
- 2010年12月4日 東北新幹線延伸至新青森。八戶~青森間再次轉移給第三業者青森鐵道經營。從而東北本線總站縮短至盛岡

（列車方向的沿革請參閱東北本線優等列車沿革、各普通列车運行系統條目。）

## 車站列表
（貨）為貨物專用站。除此以外的車站以◆、◇、■顯示為貨物取扱站（◇為沒有定期貨物列車到發，■為線外貨運站）

### 東京－黑磯
只記載此路段存在所有車站的站名與主要車站（主要為支線、其他路線的分岐點與運行上的據點站）。各站的距離、停車站、接續路線、所在地等詳細資料參見各運行系統條目（上野東京線、宇都宮線、高崎線、湘南新宿線、埼京線、京濱東北線、山手線）。而有關田端信號場－大宮的貨物設施參見東北貨物線。
本線
東京－神田－秋葉原－御徒町－上野－鶯谷－日暮里－西日暮里－田端、田端信號場－上中里－王子－東十條－赤羽－川口－西川口－蕨－南浦和－浦和－北浦和－與野－埼玉新都心－（大宮操車場）－大宮－土呂－東大宮－蓮田－白岡－新白岡－久喜－東鷲宮◇－栗橋－古河－野木－間間田－小山◇－小金井－自治醫大－石橋－（貨）宇都宮貨物總站－雀宮－宇都宮◇－岡本－寶積寺◇－氏家－蒲須坂－片岡－矢板■－野崎－西那須野－那須鹽原－黑磯
支線（途經尾久）
日暮里－尾久－赤羽
支線（途經武藏浦和、埼京線）
赤羽－北赤羽－浮間舟渡－戶田公園－戶田－北戶田－武藏浦和－中浦和－南與野－與野本町－北與野－大宮

### 黑磯－一之關
- ：特定都區市內制度下「仙台市内」車站
- 停車站
  - 普通…停靠所有旅客站
  - 快速（各種）…●所有列車停靠、｜所有列車通過
    - 仙台機場線直通的快速參見「仙台機場Access線#車站列表」
    - 「仙石東北線」…途經仙石線、石卷線直通至女川站，▲為只限一部分的快速列車停靠、∥為不途經車站的月台

| 中文站名           | 日文站名 | 英文站名 | 站間營業距離 | 東京起計營業距離 | 仙石東北線 | 接續路線、備註                                                                                          | 所在地       | 所在地         | 所在地         |
| ------------------ | -------- | -------- | ------------ | ---------------- | ---------- | --- | ------------ | -------------- | -------------- |
| 黑磯               |          |          | -            | 163.3            |            | 東日本旅客鐵道：東北本線（ 宇都宮線 宇都宮方向）                                                        | 栃木縣       | 那須鹽原市     | 那須鹽原市     |
| 高久               |          |          | 4.0          | 167.3            |            | | 栃木縣       | 那須郡那須町   | 那須郡那須町   |
| 黑田原             |          |          | 4.2          | 171.5            |            | | 栃木縣       | 那須郡那須町   | 那須郡那須町   |
| 豐原               |          |          | 5.2          | 176.7            |            | | 栃木縣       | 那須郡那須町   | 那須郡那須町   |
| 白坂               |          |          | 5.3          | 182.0            |            | | 福島縣       | 白河市         | 白河市         |
| 新白河◇            |          |          | 3.4          | 185.4            |            | 東日本旅客鐵道： 東北新幹線                                                                             | 福島縣       | 西白河郡西鄉村 | 西白河郡西鄉村 |
| 白河               |          |          | 2.8          | 188.2            |            | | 福島縣       | 白河市         | 白河市         |
| 久田野             |          |          | 4.7          | 192.9            |            | | 福島縣       | 白河市         | 白河市         |
| 泉崎               |          |          | 4.5          | 197.4            |            | | 福島縣       | 西白河郡泉崎村 | 西白河郡泉崎村 |
| 矢吹               |          |          | 6.0          | 203.4            |            | | 福島縣       | 西白河郡矢吹町 | 西白河郡矢吹町 |
| 鏡石               |          |          | 5.4          | 208.8            |            | | 福島縣       | 岩瀨郡鏡石町   | 岩瀨郡鏡石町   |
| 須賀川             |          |          | 6.3          | 215.1            |            | | 福島縣       | 須賀川市       | 須賀川市       |
| 安積永盛◇          |          |          | 6.7          | 221.8            |            | 東日本旅客鐵道：■水郡線                                                                                 | 福島縣       | 郡山市         | 郡山市         |
| （貨）郡山貨物總站 |          | /        | 1.6          | 223.4            |            | | 福島縣       | 郡山市         | 郡山市         |
| 郡山◆              |          |          | 3.3          | 226.7            |            | 東日本旅客鐵道： 東北新幹線、山形新幹線、■磐越東線、■磐越西線                                           | 福島縣       | 郡山市         | 郡山市         |
| 日和田             |          |          | 5.7          | 232.4            |            | | 福島縣       | 郡山市         | 郡山市         |
| 五百川             |          |          | 4.5          | 236.9            |            | | 福島縣       | 本宮市         | 本宮市         |
| 本宮               |          |          | 3.8          | 240.7            |            | | 福島縣       | 本宮市         | 本宮市         |
| 杉田               |          |          | 5.9          | 246.6            |            | | 福島縣       | 二本松市       | 二本松市       |
| 二本松             |          |          | 3.7          | 250.3            |            | | 福島縣       | 二本松市       | 二本松市       |
| 安達               |          |          | 4.2          | 254.5            |            | | 福島縣       | 二本松市       | 二本松市       |
| 松川◇              |          |          | 5.0          | 259.5            |            | | 福島縣       | 福島市         | 福島市         |
| 金谷川             |          |          | 4.5          | 264.0            |            | | 福島縣       | 福島市         | 福島市         |
| 南福島             |          |          | 5.4          | 269.4            |            | | 福島縣       | 福島市         | 福島市         |
| 福島               |          |          | 3.4          | 272.8            |            | 東日本旅客鐵道： 東北新幹線、■山形新幹線、■奧羽本線（山形線） 阿武隈急行：阿武隈急行線 福島交通：飯坂線 | 福島縣       | 福島市         | 福島市         |
| 矢野目信號場       |          | /        | -            | 277.4            |            | 與阿武隈急行線的實際分岐點                                                                              | 福島縣       | 福島市         | 福島市         |
| 東福島■            |          |          | 6.0          | 278.8            |            | | 福島縣       | 福島市         | 福島市         |
| 伊達               |          |          | 3.1          | 281.9            |            | | 福島縣       | 伊達市         | 伊達市         |
| 桑折               |          |          | 4.0          | 285.9            |            | | 福島縣       | 伊達郡桑折町   | 伊達郡桑折町   |
| 藤田               |          |          | 3.4          | 289.3            |            | | 福島縣       | 伊達郡國見町   | 伊達郡國見町   |
| 貝田               |          |          | 5.6          | 294.9            |            | | 福島縣       | 伊達郡國見町   | 伊達郡國見町   |
| 越河               |          |          | 3.7          | 298.6            |            | | 宮城縣       | 白石市         | 白石市         |
| 白石               |          |          | 8.2          | 306.8            |            | | 宮城縣       | 白石市         | 白石市         |
| 東白石             |          |          | 4.2          | 311.0            |            | | 宮城縣       | 白石市         | 白石市         |
| 北白川             |          |          | 4.3          | 315.3            |            | | 宮城縣       | 白石市         | 白石市         |
| 大河原             |          |          | 4.8          | 320.1            |            | | 宮城縣       | 柴田郡大河原町 | 柴田郡大河原町 |
| 船岡               |          |          | 3.0          | 323.1            |            | | 宮城縣       | 柴田郡柴田町   | 柴田郡柴田町   |
| 槻木               |          |          | 4.6          | 327.7            |            | 阿武隈急行：阿武隈急行線（直通至仙台站）                                                                | 宮城縣       | 柴田郡柴田町   | 柴田郡柴田町   |
| 岩沼◆              |          |          | 6.5          | 334.2            |            | 東日本旅客鐵道：■常磐線                                                                                 | 宮城縣       | 岩沼市         | 岩沼市         |
| 館腰               |          |          | 3.7          | 337.9            |            | | 宮城縣       | 名取市         | 名取市         |
| 名取■              |          |          | 3.5          | 341.4            |            | 仙台機場鐵道：■仙台機場線（仙台機場Access線）                                                           | 宮城縣       | 名取市         | 名取市         |
| 南仙台             |          |          | 2.7          | 344.1            |            | | 宮城縣       | 仙台市         | 太白區         |
| 太子堂             |          |          | 2.2          | 346.3            |            | | 宮城縣       | 仙台市         | 太白區         |
| 長町               |          |          | 1.0          | 347.3            |            | 仙台市地下鐵：■南北線（N15） 東日本旅客鐵道：東北本線貨物支線（宮城野貨物線）                           | 宮城縣       | 仙台市         | 太白區         |
| 仙台               |          |          | 4.5          | 351.8            | ●          | 東日本旅客鐵道： 東北新幹線、秋田新幹線、■仙山線、■仙石線 仙台市地下鐵：■南北線（N10）、■東西線（T07）  | 宮城縣       | 仙台市         | 青葉區         |
| 東仙台             |          |          | 4.0          | 355.8            | ▲          | 東日本旅客鐵道：東北本線貨物支線（宮城野貨物線）                                                        | 宮城縣       | 仙台市         | 宮城野區       |
| 東仙台信號場       |          | /        | -            | 357.5            | ｜         | | 宮城縣       | 仙台市         | 宮城野區       |
| 岩切◇              |          |          | 4.1          | 359.9            | ▲          | 東日本旅客鐵道：利府線（一部分與仙台方向直通）                                                          | 宮城縣       | 仙台市         | 宮城野區       |
| 陸前山王           |          |          | 2.3          | 362.2            | ▲          | 仙台臨海鐵道：臨海本線（貨物線）                                                                        | 宮城縣       | 多賀城市       | 多賀城市       |
| 國府多賀城         |          |          | 1.3          | 363.5            | ▲          | | 宮城縣       | 多賀城市       | 多賀城市       |
| 鹽釜               |          |          | 1.7          | 365.2            | ●          | 東日本旅客鐵道：■仙石東北線（高城町、石卷方向）                                                         | 宮城縣       | 鹽竈市         | 鹽竈市         |
| 松島               |          |          | 10.0         | 375.2            | ∥          | （仙石東北線列車的實際分岐站，但不能轉乘）                                                              | 宮城縣       | 宮城郡松島町   | 宮城郡松島町   |
| 愛宕               |          |          | 2.0          | 377.2            |            | | 宮城縣       | 宮城郡松島町   | 宮城郡松島町   |
| 品井沼             |          |          | 4.4          | 381.6            |            | | 宮城縣       | 宮城郡松島町   | 宮城郡松島町   |
| 鹿島台             |          |          | 5.0          | 386.6            |            | | 宮城縣       | 大崎市         | 大崎市         |
| 松山町             |          |          | 4.9          | 391.5            |            | | 宮城縣       | 大崎市         | 大崎市         |
| 小牛田             |          |          | 3.5          | 395.0            |            | 東日本旅客鐵道：■石卷線、■氣仙沼線、■陸羽東線                                                           | 宮城縣       | 遠田郡美里町   | 遠田郡美里町   |
| 田尻               |          |          | 6.1          | 401.1            |            | | 宮城縣       | 大崎市         | 大崎市         |
| 瀨峰               |          |          | 6.7          | 407.8            |            | | 宮城縣       | 栗原市         | 栗原市         |
| 梅澤               |          |          | 3.7          | 411.5            |            | | 宮城縣       | 登米市         | 登米市         |
| 新田               |          |          | 4.7          | 416.2            |            | | 宮城縣       | 登米市         | 登米市         |
| 石越               |          |          | 7.3          | 423.5            |            | | 宮城縣       | 登米市         | 登米市         |
| 油島               |          |          | 3.5          | 427.0            |            | | 岩手縣一關市 | 岩手縣一關市   | 岩手縣一關市   |
| 花泉               |          |          | 4.2          | 431.2            |            | | 岩手縣一關市 | 岩手縣一關市   | 岩手縣一關市   |
| 清水原             |          |          | 3.2          | 434.4            |            | | 岩手縣一關市 | 岩手縣一關市   | 岩手縣一關市   |
| 有壁               |          |          | 3.4          | 437.8            |            | | 宮城縣栗原市 | 宮城縣栗原市   | 宮城縣栗原市   |
| 一之關◇            |          |          | 7.3          | 445.1            |            | 東日本旅客鐵道： 東北新幹線、東北本線（盛岡方向）、■大船渡線                                            | 岩手縣一關市 | 岩手縣一關市   | 岩手縣一關市   |

1. ↑  水郡線的路線終點為安積永盛站，但所有列車均直通至郡山站
2. ↑  常磐線的路線終點為岩沼站，但所有旅客列車均直通至仙台站，一部分直通至利府站
3. ↑  仙台機場Access線的列車均在仙台站到發
4. ↑  氣仙沼線路線的起點為石卷線前谷地站，但列車多數直通至小牛田站

### 一之關－盛岡
- 停車站
  - 普通…停靠所有旅客站
  - 快速 … ●停車、｜・↓通過（↓只限箭頭方向運行）
    - 「濱百合」…途經釜石線直通山田線宮古站（東日本大震災的影響2012年3月17日改點時先直通先至釜石線釜石站）
- 此段所有車站均位於岩手縣

| 中文站名           | 日文站名 | 英文站名 | 站間營業距離 | 東京起計營業距離 | 快速       | 接續路線、備註 | 所在地         |
| 中文站名           | 日文站名 | 英文站名 | 站間營業距離 | 東京起計營業距離 | 濱百合     | 接續路線、備註 | 所在地         |
| ------------------ | -------- | -------- | ------------ | ---------------- | ---------- | --- | -------------- |
| 一之關◇            |          |          | -            | 445.1            | 直通釜石線 | 東日本旅客鐵道： 東北新幹線、東北本線（仙台方向）、■大船渡線                                                                                               | 一關市         |
| 山之目             |          |          | 2.9          | 448.0            | 直通釜石線 | | 一關市         |
| 平泉               |          |          | 4.3          | 452.3            | 直通釜石線 | | 西磐井郡平泉町 |
| 前澤               |          |          | 7.6          | 459.9            | 直通釜石線 | | 奧州市         |
| 陸中折居           |          |          | 5.2          | 465.1            | 直通釜石線 | | 奧州市         |
| 水澤◆              |          |          | 5.0          | 470.1            | 直通釜石線 | | 奧州市         |
| 金崎               |          |          | 7.6          | 477.7            | 直通釜石線 | | 膽澤郡金崎町   |
| 六原■              |          |          | 3.4          | 481.1            | 直通釜石線 | | 膽澤郡金崎町   |
| 北上◇              |          |          | 6.4          | 487.5            | 直通釜石線 | 東日本旅客鐵道： 東北新幹線、■北上線 | 北上市         |
| 村崎野             |          |          | 4.7          | 492.2            | 直通釜石線 | | 北上市         |
| 花卷               |          |          | 7.8          | 500.0            | ●          | 東日本旅客鐵道：■釜石線（直通至盛岡站） | 花卷市         |
| 花卷機場◇          |          |          | 5.7          | 505.7            | ｜         | | 花卷市         |
| 石鳥谷             |          |          | 5.7          | 511.4            | ｜         | | 花卷市         |
| 日詰               |          |          | 5.4          | 516.8            | ｜         | | 紫波郡紫波町   |
| 紫波中央           |          |          | 1.8          | 518.6            | ｜         | | 紫波郡紫波町   |
| 古館               |          |          | 2.9          | 521.5            | ｜         | | 紫波郡紫波町   |
| 矢幅               |          |          | 3.6          | 525.1            | ●          | | 紫波郡矢巾町   |
| （貨）盛岡貨物總站 |          | /        | 3.7          | 528.8            | ｜         | | 盛岡市         |
| 岩手飯岡           |          |          | 0.8          | 529.6            | ｜         | | 盛岡市         |
| 仙北町             |          |          | 3.9          | 533.5            | ｜         | | 盛岡市         |
| 盛岡               |          |          | 1.8          | 535.3            | ●          | 東日本旅客鐵道： 東北新幹線、■秋田新幹線、■田澤湖線、■山田線 IGR岩手銀河鐵道：■岩手銀河鐵道線（包括直通東日本旅客鐵道■花輪線。普通列車直通至岩手沼宮內站） | 盛岡市         |

#### 支線
利府線（設有旅客營業）
岩切－新利府－利府
仙石線·東北本線接續線（2015年3月14日新設營業距離，5月30日開業）
松島－高城町
但是松島站在仙石線·東北本線接續線不設月台，與本線的轉乘站為鄰近仙台的相鄰車站鹽釜站。
| 中文站名           | 日文站名 | 站間營業距離 | 累計營業距離 | 接續路線                         | 所在地        | 所在地   |
| ------------------ | -------- | ------------ | ------------ | -------------------------------- | ------------- | -------- |
| 長町               |          | -            | 0.0          | 東日本旅客鐵道：東北本線（本線） | 宮城縣 仙台市 | 太白區   |
| （貨）仙台貨物總站 |          | 3.8          | 3.8          |                                  | 宮城縣 仙台市 | 宮城野區 |
| 東仙台             |          | 2.8          | 6.6          | 東日本旅客鐵道：東北本線（本線） | 宮城縣 仙台市 | 宮城野區 |

### 廢除路段
1897年廢止路段
宇都宮站－古田站－長久保站－矢板站
1946年休止路段（貨物支線）
浪打站－堤川
1962年廢除路段
利府站－赤沼信號場－（舊）松島站－品井沼站
1968年廢除路段
野內站－浪打站－浦町站－青森站
1971年廢除路段（貨物支線、須賀貨物線）
王子站－須賀站
1974年廢除路段（貨物支線、仙台市場線）
宮城野站－仙台市場站
2014年廢除路段（貨物支線、北王子線）
田端信號場－北王子站

#### 經營轉移路段
- 因為新幹線延伸而轉移至第三部門的路段。盛岡－目時轉移至IGR岩手銀河鐵道，目時－青森轉移至青森鐵道。設置站、站名以轉移前為準。
- 括號內的數值為盛岡－八戶經營轉移以前使用東京站起計的營業距離（只限記載主要車站與公司邊界站）
- 此路段現狀的詳細資料參見「岩手銀河鐵道線」「青森鐵道線」

2002年12月1日轉移路段
盛岡－廚川－瀧澤－澀民－好摩－岩手川口－沼宮內（現在的岩手沼宮內站）－御堂－奧中山（現在的奧中山高原站）－小繫－小鳥谷－一戶－二戶－斗米－金田一溫泉－目時－三戶－諏訪平－劍吉－苫米地－北高岩－八戶
2010年12月4日轉移路段
八戶－（貨）八戶貨物－陸奧市川－下田－向山－三澤－小川原－上北町－乙供－千曳－野邊地－狩場澤－清水川－小湊－西平內－淺蟲溫泉－野內－矢田前－小柳－東青森－青森信號場－青森

### 廢站
廢除路段的車站除外。
- 行人塚站：1944年11月11日廢除，長町－三百人町間
- 三百人町站：1944年11月11日廢除，行人塚－仙台間
- 小田原東丁站：1944年11月11日廢除，仙台－東仙台間

### 過去的接續路線
東京－黑磯間參見「宇都宮線#過去的接續路線」
- 白河站：白棚線（原白棚鐵道）
- 郡山站：三春馬車鐵道（日语：三春馬車鉄道）
- 松川站：川俁線
- 福島站：飯坂東線（日语：福島交通飯坂東線）
- 伊達站：福島交通飯坂東線
- 大河原站：仙南溫泉軌道（日语：仙南温泉軌道）
- 槻木站：角田軌道（日语：角田軌道）
- 名取站：增東軌道（日语：増東軌道）
- 長町站：仙南交通（日语：秋保電気鉄道）（原秋保電氣鐵道（日语：秋保電気鉄道））、仙台市交通局（仙台市電）
- 仙台站：仙台市交通局（仙台市電）
- 陸前山王站：鹽釜線
- （舊）松島站：松島電車（日语：松島電車）
- 松山町站：松山人車軌道（日语：松山人車軌道）
- 小牛田站：古川馬車鐵道（日语：古川馬車鉄道）
- 瀨峰站：宮城巴士（日语：仙北鉄道）（原仙北鐵道（日语：仙北鉄道））登米線、仙北鐵道築館線
- 石越站：栗原田園鐵道線（日语：くりはら田園鉄道線） - 2007年4月1日廢除
- 水澤站：膽江軌道
- 花卷站：岩手中央巴士（日语：岩手県交通）（原花卷電鐵（日语：花巻電鉄））花卷溫泉線、花卷電鐵鉛線

IGR轉換路段
粗體轉換后至今未废线
- 好摩站：花輪線

青森鐵道轉換路段
- 八戶站（南部鐵道營業當時是尻內站）：八戶線、南部鐵道（日语：南部鉄道）
- 三澤站：十和田觀光電鐵線
- 千曵站（後來、野邊地站）：南部縱貫鐵道線
- 野邊地站：大湊線